# Raión de Konyshovka
El raión de Konyshovka (ruso: Конышёвский райо́н) es un distrito administrativo y municipal (raión) ruso perteneciente a la óblast de Kursk. Se ubica en el oeste de la óblast. Su capital es Konyshovka.
En 2021, el raión tenía una población de 8425 habitantes.
El raión comprende un conjunto de áreas, principalmente rurales o poco pobladas, ubicadas al norte de Lgov y Kurchátov.

## Subdivisiones
Comprende el asentamiento de tipo urbano de Konyshovka (la capital, que forma un ayuntamiento urbano sin pedanías) y 89 localidades rurales. A efectos de autogobierno local (descentralización), estas últimas se agrupan en nueve asentamientos rurales, que reciben el nombre tradicional de selsovet (сельсовет), y que son los siguientes:
- Beliáyevo
- Vablia
- Zajárkovo
- Máloye Goródkovo
- Máshkino
- Naúmovka
- Platava (sede del ayuntamiento en Kashara)
- Prilepy
- Stáraya Bélitsa

El actual mapa de autogobierno local data de varias fusiones de ayuntamientos que tuvieron lugar en 2010. Sin embargo, a efectos de división territorial de los órganos internos federales y de la óblast (desconcentración), se sigue dividiendo en los diecinueve gobiernos locales que se habían definido en 2004, y que crearon sus ayuntamientos conforme a dicho mapa en 2006. Los nueve selsovety que siguen existiendo como áreas administrativas, pero desde 2010 sin ayuntamiento, son:

- Chernicheno (integrado en Beliáyevo)
- Rýzhkovo (integrado en Vablia)
- Zhigáyevo (integrado en Vablia)
- Makaro-Petróvskoye (integrado en Naúmovka)
- Yandovishche (integrado en Máshkino)
- Sevenki (integrado en Zajárkovo)
- Glázovo (integrado en Máloye Goródkovo)
- Shírkovo (integrado en Prilepy)
- Shústovo (integrado en Platava)